# Antonio Rivera Ramírez

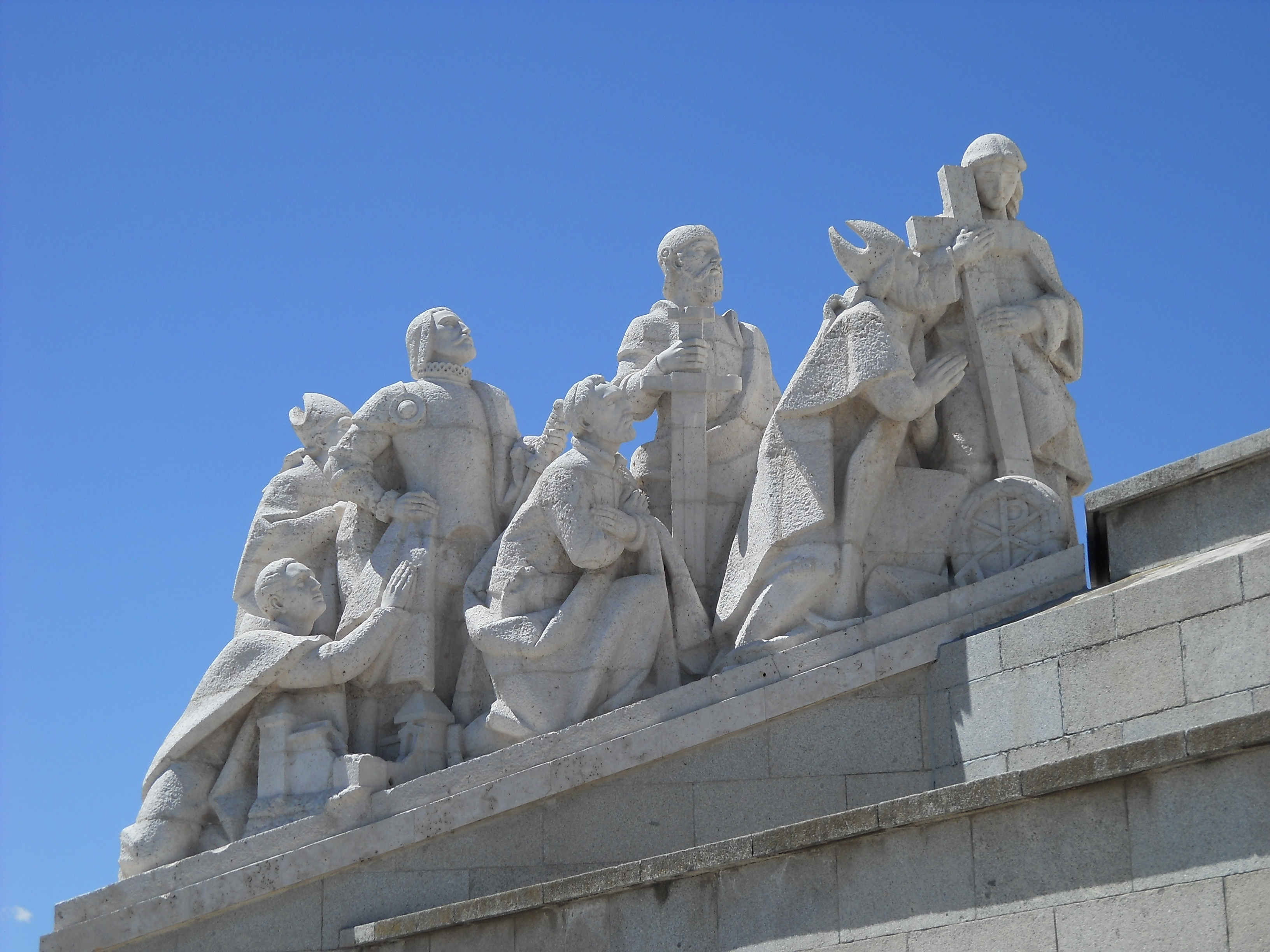
Grupo escultóreo representante "España defensora de la fe" en el Cerro de los Ángeles. Una de las esculturas representa a Antonio Rivera.

Antonio Rivera Ramírez (Riaguas de San Bartolomé, Segovia, España, 27 de febrero de 1916 - Toledo, España, 20 de noviembre de 1936), abogado y militante católico español, apelado El Ángel del Alcázar.

## Biografía
Nació en Riaguas de San Bartolomé, el 27 de febrero de 1916. Rivera Lema, su padre, médico rural y militante de Acción Nacional durante la Segunda República, se trasladó al poco tiempo a Toledo, llevando consigo a su familia, donde sus hijos Antonio y el más pequeño José llegarían a convertirse en conocidos personajes de la ciudad, éste como sacerdote dedicado a los pobres y aquel como laico comprometido. A ellos se sumaron también Ana María y Carmen actualmente dedicada a la vida religiosa.
Antonio Rivera fue miembro de la Acción Católica y presidente de la Federación Toledana de la Federación de Estudiantes Católicos (FEC). En agosto de 1933 publicó su Manifiesto a la Juventud Católica de España, en su carácter de presidente de la Comisión Organizadora de la IV Asamblea de la Juventud Católica. Fue a Roma en el Jubileo del año santo de 1934. Una vez iniciada la Guerra Civil, el 21 de julio de 1936 se unió a los sublevados en el Alcázar de Toledo, donde participó en acciones militares y alentó a los combatientes. Resultó muerto por heridas de guerra el 20 de noviembre.
Su beatificación fue solicitada a la Santa Sede. En Toledo lo recuerda una escultura de Juan de Ávalos, y en Barcelona, en el Templo Expiatorio del Sagrado Corazón de Jesús del Tibidabo, una vidriera. Hay escritos varios libros que relatan los hechos de Antonio Rivera en su lucha en Toledo.